# Extension de la ligne 7 du métro de New York

L'extension de la ligne 7 du métro de New York est étroitement liée au ré-aménagement de l'Hudson Yards, elle a pour but d'étendre l'IRT Flushing Line, vers l'ouest à partir de son terminus actuel à Times Square. Le prolongement de 2,4 km permet la création d'un nouveau terminus, 34th Street – Hudson Yards, au croisement de la Onzième Avenue et de la 34e rue. Une première station devait être créée au croisement de la dixième avenue et de la 41e rue, le projet fut finalement abandonné en raison de coûts excessifs.

## Projet de réaménagement de l'Hudson Yards
L'extension de la ligne est liée au projet de ré-aménagement de l'Hudson Yards (anciens chantiers navals), qui à terme, est destiné à suivre la même cure de rajeunissement que les autres quais de l'Hudson. Il y est notamment prévu de poser une dalle de béton sur le Long Island Rail Road's Caemmerer (gare de triage des rames de trains) afin de le reconstruire en hauteur sur le site. 
Le projet a été initialement proposé dans le cadre de la tentative avortée de construire le nouveau stade des Jets de New York et la candidature de la ville pour les Jeux olympiques de 2012. 
Bien que la candidature n'ait pas abouti et que le projet de stade ait finalement été rejeté par la ville et par l'État, le projet de prolongement de la ligne de métro 7 est toujours d'actualité et les travaux ont commencé en 2007. L'extension permettra au Jacob K. Javits Convention Center, agrandi et rénové, d'être mieux desservi et d'être plus prisé pour l'organisation de grandes manifestations à Manhattan.

## Situation actuelle

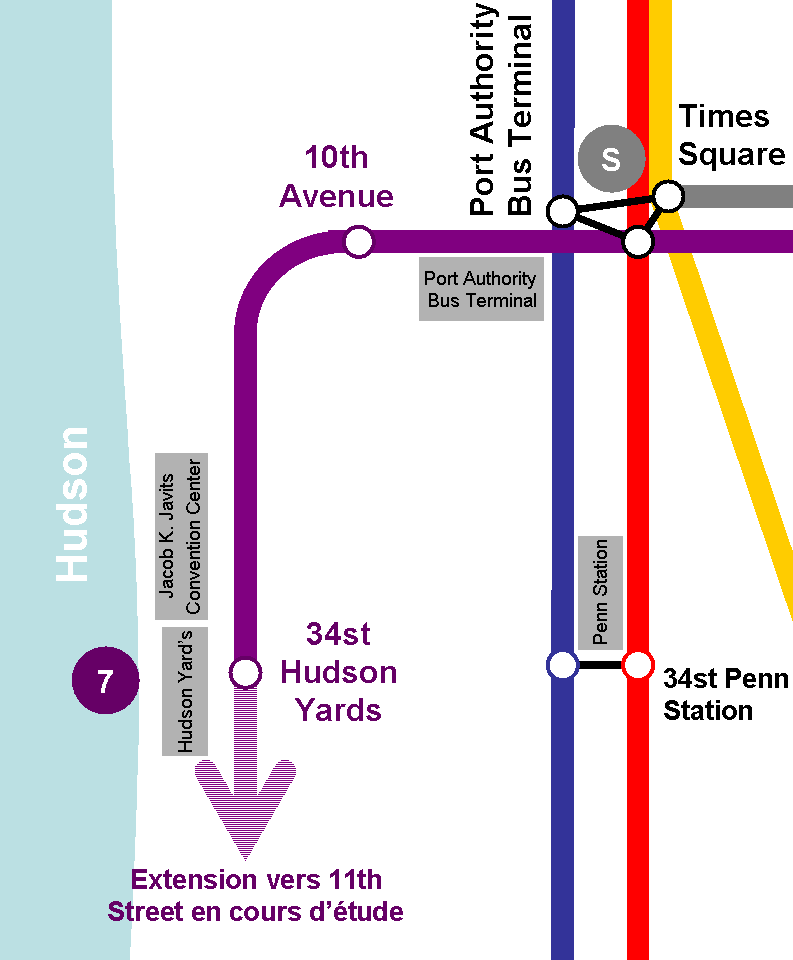
Projet de prolongement de la ligne 7 vers l'ouest

Le 3 décembre 2007, la MTA a procédé à une cérémonie à la station de métro de Times Square, marquant le lancement des travaux de la ligne 7 et, en avril 2008, la MTA a entamé les travaux d'excavation de la station à proximité du Jacob K. Javits Convention Center. 
En octobre 2007, le MTA obtenu un contrat de $ 1.145 milliard pour construire deux tubes, pour les tunnels de l'actuel terminus de la ligne 7 à Times Square et le nouveau terminus prévu en utilisant la méthode du tunnelier, d'une longueur de 2 100 m. 
À l'origine le projet prévoyait la construction d'une station au niveau de la 10e Avenue : comme nous le montre le schéma ci-contre mais ce projet a été abandonné fin 2007 pour des raisons de coûts (voir l'article en anglais, 10th Avenue (IRT Flushing Line) ). 
Un des obstacles physiques au prolongement de la ligne est le fait qu'à la hauteur de la 42e rue, l'IND-Port Authority Bus Terminal avait été construit à un niveau inférieur au sol afin d'empêcher le développement de L'IRT, concurrente à l'époque de construction. Une des premières tâches fut donc de démolir certaines plateformes pour laisser le passage aux futurs trains de la ligne 7. 
En juin 2008, la construction des tunnels a commencé le long de la 11e Avenue, à Manhattan, les travaux devant être achevés au début de l'année 2010 et le nouveau tronçon opérationnel en 2014.
La nouvelle station 34th Street – Hudson Yards est finalement mise en service le 13 septembre 2015.

## Extension future vers le sud
La ville étudie actuellement la possibilité de prolonger encore la ligne plus loin vers le sud et la 11e rue avec une station intermédiaire à hauteur de la 23e rue afin de desservir le quartier de Chelsea et le Chelsea Piers qui, depuis sa réhabilitation, est devenu un lieu de loisirs.